# Clipper albertain
Pour les articles homonymes, voir Alberta (homonymie).
Un Clipper albertain (Alberta clipper en anglais) est un système dépressionnaire se formant dans les Prairies canadiennes, surtout en Alberta, et qui se déplace rapidement dans le flux zonal atmosphérique. Ces systèmes ont reçu ce nom pour deux raisons : leur vitesse et la forme en voile de la zone nuageuse qui entoure ces dépressions, telle que vue d'un satellite météorologique (un clipper est un navire à voiles très rapide du XIXe siècle).
Lorsqu'il atteint la région des Grands Lacs, le clipper s'intensifie grâce à l'apport d'humidité. Il va alors donner des quantités appréciables de neige tout près de sa trajectoire, causer des bourrasques de neige et un fort refroidissement éolien par l'air arctique au passage de son front froid,. Ces systèmes se développent en général de la fin novembre au début mars.

## Développement

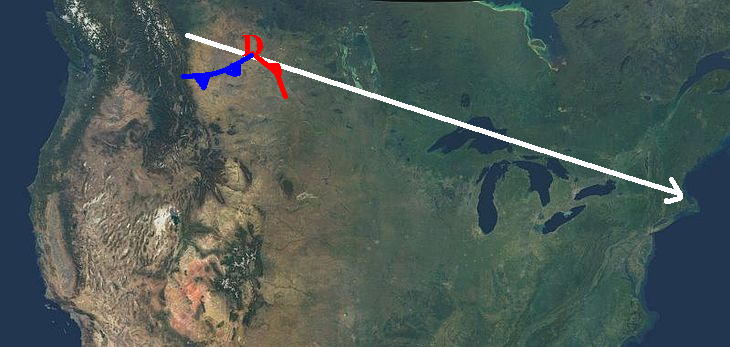
Trajectoire moyenne d'un Clipper albertain qui peut également être plus vers le sud-est.

Comme leur nom l'indique, les Clippers albertains se forment généralement dans la province d'Alberta, Canada. Lorsque l'air doux et humide du Pacifique traverse perpendiculairement les montagnes Rocheuses, on retrouve un fort contraste thermique entre l'air venant de la côte ouest et l'air froid venant de l'arctique qui se rencontre sur la province. Ceci donne une zone frontale importante qui mène à la cyclogénèse d'une dépression en aval des montagnes. 
La dépression peut demeurer un certain temps à son endroit de formation mais finalement un creux d'onde courte la mettra en marche. Cependant, dans ce genre de situation, la circulation atmosphérique d'altitude est zonale, c'est-à-dire d'ouest en est, ce qui amène un déplacement rapide de la dépression plutôt que son creusement. La trajectoire demeure le plus souvent au nord de la frontière canado-américaine, seulement 10 % la traversant.
En arrivant près des Grands Lacs, elle rencontre souvent une dépression ou un creux d'altitude dans ce secteur ce qui ralentit un peu son déplacement. La circulation cyclonique du clipper passe sur les lacs, dont une partie est encore libre de glace. Il peut alors faire le plein de vapeur d'eau qui se transformera en neige sur son passage. De plus, l'apport de chaleur des lacs et le contraste avec l'air arctique, qui plonge derrière ce système, l'aidera à s'intensifier.
Les clippers sont assez courants en hiver et, si la circulation atmosphérique est favorable, on peut les voir passer à une fréquence variant de deux à quatre jours à certaines périodes. S'il est bien synchronisé, le clipper pourra donner des tempêtes importantes sur les Grands Lacs, comme la tempête de 1913, en fusionnant avec des systèmes provenant du Colorado. Il pourra également générer des tempêtes du Cap Hatteras en arrivant sur la côte est des États-Unis.

## Effets
En Alberta, l'arrivée de l'air doux du Pacifique qui subside en aval des montagnes donne le phénomène du Chinook, un vent chaud et sec qui peut faire changer le mercure jusqu'à 20 °C en une heure, faisant passer le temps de l'hiver au printemps pour une courte période.
Le déplacement du clipper, qui est toujours suivi par un front froid arctique, implique que la température tout au long de sa trajectoire, entre l'Alberta et la côte est du Canada et des États-Unis, plonge rapidement après son passage. Le front est également associé avec de forts vents. On a souvent rapporté des baisses de températures de 12 à 20 °C et des vents de plus de 60 km/h. Cela engendre un refroidissement éolien élevé. En plus, la température pouvant passer au-dessus du point de congélation dans le secteur chaud de ces dépressions, toute précipitation sous forme liquide qui recouvre le sol subira un gel rapide et créera des conditions routières dangereuses.
Les quantités de neige avec un Clipper albertain sont en général assez modestes, de 2 à 8 centimètres et le long d'un corridor assez étroit, car il provient d'une région assez sèche malgré l'apport du Pacifique. Cependant, lorsqu'il passe sur les Grands Lacs, il y refait le plein et on peut alors voir jusqu'à 15 cm tomber près de sa trajectoire en aval des lacs,. L'accumulation de neige est souvent de 2 cm, ou plus, pour 1 mm d'eau (20 pour 1) dans cet air froid, au lieu du rapport habituel de 10 pour 1, ce qui donne de la neige poudreuse. 
D'autre part, le long et à l'arrière de son front froid, l'air arctique passant sur les eaux ouvertes rend l'air très instable. On assiste alors à la formation de bourrasques de neige qui rendront la visibilité nulle. Ces bourrasques frontales sont très brèves au passage du front loin des lacs, mais près de ces derniers elles dureront des heures, voire des jours, donnant des accumulations locales de plusieurs dizaines de centimètres de neige.

## Variations
Il existe quelques variations de ce phénomène météorologique qui proviennent de l'endroit de génération de la dépression plus à l'est dans les Prairies canadiennes : Manitoba Maulers, Saskatchewan Screamers et Prairies Scooner. Ces systèmes sont moins fréquents que les Clippers albertains parce que la circulation venant du Pacifique doit se déplacer plus à l'est et la cyclogénèse devient moins probable.